# Flammona
Flammona is een geslacht van vlinders van de familie uilen (Noctuidae), uit de onderfamilie Acontiinae.

## Soorten
- F. curvifascia Warren, 1913
- F. quadrifasciata Walker, 1864
- F. trilineata Leech, 1900